# 遺產村 (康乃狄克州)
遺產村（英語：Heritage Village）是位於美國康乃狄克州新哈芬縣的一個村落。該地的面積和人口皆未知。

## 地理
遺產村的座標為41°29′23″N 73°13′58″W / 41.48972°N 73.23278°W，而該地的平均海拔高度為117米（即384英尺）。